# Laimosemion dibaphus
 Rivulus dibaphus és un peix de la família dels rivúlids i de l'ordre dels ciprinodontiformes. Poden arribar fins a 5 cm de longitud total. Es troba a Sud-amèrica a la conca del riu Amazones.